# Ludeiros (El Franco)
Ludeiros (oficialmente y en asturiano: Lludeiros) es una casería perteneciente a la parroquia de Villalmarzo, en el concejo de El Franco, comarca de Eo-Navia, Principado de Asturias, España.